# Weasenham St Peter
 (juillet 2023).
Weasenham St Peter est une paroisse civile et un village du Norfolk, en Angleterre.